# Calella de Palafrugell

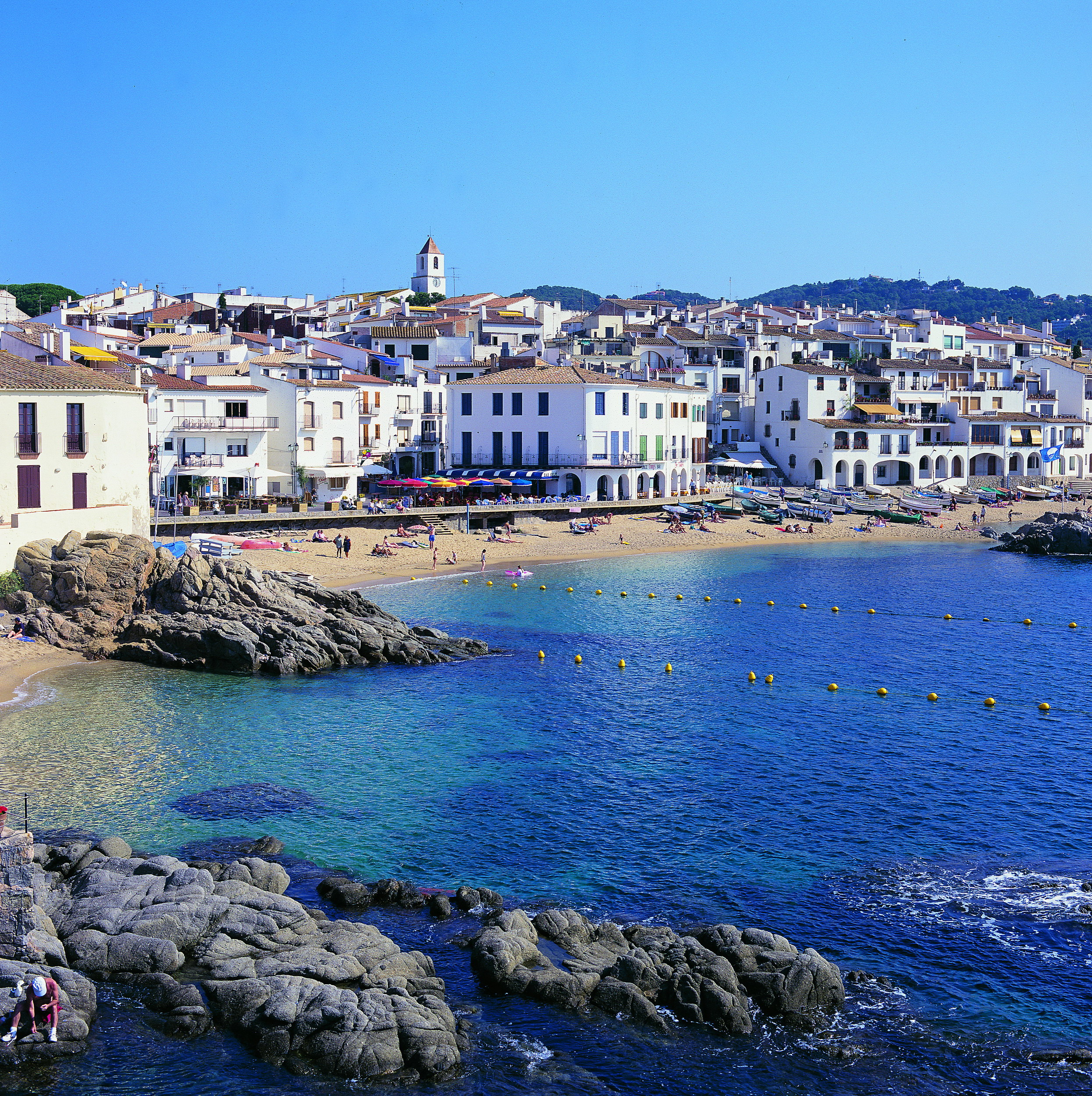
Calella de Palafrugell

Calella de Palafrugell è una frazione del comune spagnolo di Palafrugell, in Provincia di Girona, nella comunità autonoma della Catalogna.
Nonostante sia una nota meta turistica, l'abitato ha conservato le pittoresche caratteristiche originarie di piccolo centro di pescatori della Costa Brava. La località balneare è conosciuta inoltre per l'annuale raduno di musicisti e appassionati di habanera, una danza cubana di origine spagnola, che si incontrano per suonare e ascoltare questo genere piuttosto popolare in Catalogna.
Sul promontorio di Cap Roig, sul quale è presente il giardino botanico, si svolge invece il festival musicale denominato "Festival de Cap Roig".